# TV-produktion
TV-produktion är skapandet av material för sändning i television. Processen ser olika ut för olika genrer av TV-program, men liknar ofta filmproduktion.
Produktionen delas kronologiskt in i förproduktion, inspelning, efterproduktion och sändning, om det inte är direktsändning.